# طلال القيسي
طلال القيسي هو لاعب كرة قدم كويتي يشغل مركز الجناح الأيسر، ويمثل نادي كاظمة في الدوري الكويتي الممتاز.

## المسيرة الرياضية
يبلغ طلال من العمر 23 عامًا ويُشارك مع نادي كاظمة في البطولة المحلية، إذ اشتهر بسرعته ومهاراته في التمرير والمراوغة في موقع الجناح الأيسر.

## المنتخب الوطني
استُدعي طلال إلى صفوف منتخب الكويت لكرة القدم كبديل للاعب عيد الرشيدي في التصفيات المؤهلة لكأس العالم 2026، بحسب إعلان رسمي من مدرب المنتخب وتأكده من الجهاز الإداري.

## عقود النادي
بحسب تقارير موثوقة، يمتد عقد طلال مع نادي كاظمة حتى نهاية موسم 2025–2026، مما يعكس الثقة التي يضعها النادي في إمكانياته ضمن خطط الفريق للمستقبل.